# Людольф фон Альвенслебен
Не плутати з його далеким родичем, штандартенфюрером СС Людольфом Якобом фон Альвенслебеном!
Людольф-Герман Еммануель Георг Курт Вернер фон Альвенслебен (нім. Ludolf-Hermann Emmanuel Georg Kurt Werner von Alvensleben), здебільшого тільки Людольф фон Альвенслебен, також відомий як Малюк фон Альвенслебен (нім. Bubi von Alvensleben; нар. 17 березня 1901 — пом., імовірно, 1 квітня 1970) — німецький офіцер, нацистський депутат райхстагу, групенфюрер СС (генерал-лейтенант військ СС). Був у різний час начальником СС і поліції генеральної округи Чернігів, генеральної округи Миколаїв та генеральної округи Крим (напівокруги Таврії).

## Життєпис

### Походження і освіта
Людольф-Герман фон Альвенслебен походив з нижньонімецького дворянського роду Альвенслебен. Його батько Людольф фон Альвенслебен (1844—1912) був прусським генерал-майором, його мати Антуанетта Альвенслебен (1870—1950) — уроджена баронеса фон Ріку (Ricou). З 1911 по 1918 рік був у прусському кадетському корпусі. У 1918 році вступив у гусарський полк, який, однак, ще не використовувався у Першій світовій війні. У 1920 році шість тижнів був членом фрайкору (Freikorps «Добровольчий корпус») у рідному Галле (Заале). З 1923 до липня 1929 перебував у лавах Союзу фронтовиків «Сталевий шолом».
Після війни Альвенслебен закінчив курс сільськогосподарських наук. Вже в грудні 1912 року він успадкував орендоване з 1849 року дворянське помістя Шохвіц в окрузі Мансфельдер-Зеєкрайс. З 1923 по 1928 р. орендував маєток Шторкау в Альтмарці (на півночі землі Саксонія-Ангальт). У 1928 р. взяв на себе ведення господарських справ маєтку Шохвіц, який був на той час у боргах.
3 травня 1924 одружився з Меліттою фон Гуайта. У цьому шлюбі народилися четверо дітей: два сини і дві дочки.

### Партійна діяльність
1 серпня 1929 Альвенслебен вступив до лав Націонал-соціалістичної робітничої партії Німеччини (членський квиток № 149345) та приєднався до штурмових загонів. Він очолював до 1930 року первинну організацію нацистської партії в Айслебені, до того ж у період з 1 грудня 1929 до 25 березня 1934 був районним і окружним керівником у промисловій області Мансфельд. У 1930—1933 рр. він видавав нацистську газету «Мансфельдер» і був партійним промовцем нацистської партії. У СА він організував з липня 1931 року Націонал-соціалістичний механізований корпус в гау Галле-Мерзебург. У лютому 1932 року він вийшов з СА. З 1930 до січня 1933 Альвенслебен кілька разів був засуджений, зокрема через порушення правил дорожнього руху, а в 1931 році за образу соціал-демократичного ландрату Айслебена. З 1933 до 25 березня 1934 Альвенслебен був Західним регіональним інспектором НСДАП нацистського гау Галле-Магдебург.

### Довоєнна гітлерівська Німеччина
12 лютого 1933 Альвенслебен очолив напад 600 здебільшого озброєних есесівців і членів СА на робітничий спортзал і будівлю, що використовувалася Компартією Німеччини, в Айслебені. У цій «Айслебенській кривавій неділі» чотири людини загинули, а 24 дістали важкі поранення. З лютого 1933 до 31 травня 1933 його призначили виконувати обов'язки голови адміністрації округу Айслебен. З березня 1933 по квітень 1934 Альвенслебен був членом районної ради та районного виконавчого комітету в Айслебені, а також провінційного парламенту прусської Саксонії. З 5 березня до 14 жовтня 1933 він також входив до складу прусського ландтагу. З 12 листопада 1933 Альвенслебен був депутатом недієвого у націонал-соціалістичній Німецькій імперії райхстагу.
5 квітня 1934 він вступив у СС (членський № 177002). У званні оберштурмбанфюрера СС він прийняв командування 46-м полком СС у Дрездені. 22 серпня 1934 Гіммлер як райхсфюрер СС виніс Альвенслебену «сувору догану», оскільки той образив у квітні 1934 року в Лейпцигу жінку. Позаяк він хотів знову перебувати поблизу свого маєтку Шохвіц, 1 жовтня 1935 він перебрав на себе керівництво 26-м полком СС у рідному місті Галле. 20 вересня 1936 він перейшов на посаду командира Х дільниці СС у Штутгарт, 1 липня 1937 його перевели на цю саму посаду у XXXIII дільницю СС у Шверін. 30 січня 1937 Альвенслебен досяг звання оберфюрера, після того, як він ще 20 квітня 1936 став штандартенфюрером СС.
З 14 листопада 1938 до 31 січня 1941 Людольф-Герман фон Альвенслебен працював Першим ад'ютантом райхсфюрера СС Генріха Гіммлера. Насправді ж діяльність Альвенслебена як ад'ютанта Гіммлера завершилася 9 листопада 1939 року.

### Друга світова війна

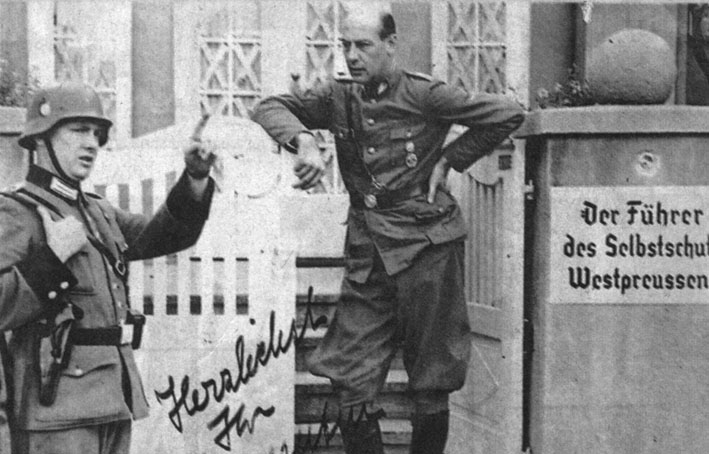
Л.-Г. Альвенслебен як ватажок «Самозахисту етнічних німців» у Бидгощі

Після нападу Німеччини на Польщу Альвенслебен з 9 вересня по 22 листопада 1939 був керівником так званого «Самозахисту етнічних німців» у райхсгау Данциг-Західна Пруссія. Ці підрозділи, сформовані під проводом СС із представників німецької меншини у Польщі, були відповідальні за вбивства або вигнання тисяч польських громадян, у тому числі в Долині смерті, у міському районі Бидгощі Фордон. 17 вересня 1939 Альвенслебен повідомляв Гіммлеру: «Робота справляє, райхсфюрере, як Ви й самі можете здогадуватись, величезну радість. […] На жаль, це діється не так рішуче, як було б то потрібно, і справа тут у так званих воєнних судах та місцевих командувачах збройними силами, які є офіцерами запасу та через свої цивільні професії є надто слабкими.» Альвенслебен був також одним з головних відповідальних за різанину у кашубському селі Пясьниця (перша із систематичних винищувальних акцій нацистів у загарбаній ними Східній Європі), яка забрала життя від 10 до 13 тисяч осіб.
3 листопада 1939 Альвенслебен привласнив у тодішньому Вартеланді помістя в селах Руцево і Руцевко, які перед тим були у володінні євреїв. До червня 1943 він виступав як «опікун», а потім як «управитель» цих маєтків. Перед Гіммлером він виправдовував це тим, що йому доводилося утримувати свою сестру з п'ятьма малолітніми дітьми. Між тим, ще в 1937 році СС погасив значні борги Альвенслебена.
З грудня 1939 до грудня 1940 Альвенслебен був прикомандирований до штабу Вищого начальника поліції і СС «Схід» Генерал-губернаторства Фрідріха-Вільгельма Крюгера, що розміщувався у Кракові. За цей час він з 25 квітня 1940 до 10 червня 1940 року був приписаний до полку СС «Германія» у складі Ваффен-СС. 23 травня 1940 Альвенслебен був підвищений у структурі Ваффен-СС до звання гауптштурмфюрера СС запасу.
З лютого 1941 по травень 1941 Альвенслебен був співробітником Головного управління імперської безпеки СС. З 22 жовтня 1941 він вступив на посаду начальника поліції і СС генеральної округи Чернігів 19 листопада 1941 його переведено у Сімферополь начальником поліції і СС генеральної округи Таврія, а 1 січня 1942 присвоєно звання генерал-майора поліції. З 6 жовтня 1943 до 11 лютого 1944 року Альвенслебен займав посаду начальника поліції і СС генеральної округи Миколаїв. Формально він із жовтня до грудня 1943 був Вищим начальником поліції і СС «Чорне море» при Групі армій «А», проте на цю посаду він так і не вступив. Перебування Альвенслебена в Україні відзначалося «п'яними оргіями» та частими відпустками. Під час його керування у Сімферополі відбулися масові страти, зокрема після завершення робіт на одній із доріг він звелів розстріляти зайнятих там єврейських підневільних робітників.
9 листопада 1943 Альвенслебена підвищили по службі до групенфюрера СС і генерал-лейтенанта поліції. 19 лютого 1944 він змінив Удо фон Войрша на посадах Вищого начальника СС і поліції у Дрездені та керівника тамтешнього надрайону СС (нім. SS-Oberabschnitt) «Ельба». У цьому надрайоні містився його маєток у Шохвіц, за яким значилася велика заборгованість. Скориставшись своїм службовим становищем, Альвенслебен почав судитися з Карлом Вентцелем, одним зі своїх кредиторів і власником маєтку в Тойченталь. Підлегла Альвенслебену поліція безпеки (зіпо) подавала проти Вентцеля кілька анонімних доносів, доки його не арештували у зв'язку із замахом 20 липня 1944, і Альвенслебен зміг взяти своє майно назад. У кількох листах до Гіммлера він палко запевняв, «яким же неприємним був для нього цей дивний збіг». Наприкінці війни Альвенслебен, який 1 липня 1944 встиг одержати звання генерал-лейтенанта військ СС, втік з Дрездена в напрямку заходу.

### Втеча в Аргентину
У квітні 1945 року Альвенслебен потрапив у британський полон. Наприкінці 1945 йому вдалося втекти з табору для інтернованих осіб Ноєнгамме. Після короткого перебування в Шохвіці Альвенслебен зі своєю родиною в 1946 році оселився в Аргентині. Під ім'ям Карлос Люке він жив до липня 1956 року в Буенос-Айресі, потім переїхав до Санта-Роса-де-Каламучита. Будучи з 27 листопада 1952 громадянином Аргентини, він працював інспектором рибництва на озері Херреро.
1957 року Альвенслебен взяв участь у бесіді за круглим столом з Віллемом Сассеном, до якої долучився і Адольф Айхман. Зберігся протокол.
Спроби карного переслідування для Альвенслебена не мали наслідків. Спочатку заочний судовий процес у польському місті Торунь проти Альвенслебена закінчився смертним вироком. 31 січня 1964 адміністративний суд Мюнхена видав ордер на арешт за звинуваченням у вбивстві щонайменше 4247 поляків підрозділами т. зв. Самозахисту німецької меншини під командуванням Альвенслебена восени 1939 року. «Найсуворіших заходів потрібно було вжити проти 4247 колишніх польських громадян», — доповідав Альвенслебен 5 жовтня 1939 у Берлін. Між тим, процес у Мюнхені не відбувся.

## Нагороди
- Цивільний знак СС (№ 64 820)
- Почесний кут старих бійців (лютий 1934)
- Йольський свічник (16 грудня 1935)
- Медаль «У пам'ять 13 березня 1938 року» (1938)
- Медаль «За вислугу років в НСДАП» в бронзі та сріблі (15 років)
- Спортивний знак СА в сріблі
- Німецька імперська відзнака за фізичну підготовку (DRL) в сріблі
- Кільце «Мертва голова»
- Почесна шпага рейхсфюрера СС

### Друга світова війна
- Данцизький хрест 1-го класу (26 листопада 1939)
- Залізний хрест 2-го класу (1939)
- Медаль «У пам'ять 1 жовтня 1938» (1939)
- Медаль «У пам'ять 22 березня 1939 року» (1939)
- Хрест Воєнних заслуг
  - 2-го класу з мечами (червень 1940)
  - 1-го класу з мечами (3 лютого 1943)
- Орден Корони Румунії
  - Офіцер (17 грудня 1942)
  - Командор (17 грудня 1942)
  - Великий офіцер (лютий 1943)
- Медаль «За зимову кампанію на Сході 1941/42» (1942)
- Медаль «Хрестовий похід проти комунізму» (Румунія) (22 січня 1943)
- Орден «За громадянські заслуги» (Болгарія) 4-го класу (3 березня 1943)
- Кримський щит (1 червня 1943)

## Фільмографія
- Художній фільм: Die Fahne von Kriwoj Rog (нім. Знамено Кривого Рогу), 1967
- Документальний фільм: Mit «Bubi» heim ins Reich (нім. З «Бубі» додому в Райх), 1999/2000
- Документальний фільм: Die Kinder der Herrenrasse. Organisation Lebensborn (нім. Діти панівної раси. Організація «Лебенсборн»), 2009